# Buteo ridgwayi
Buteo ridgwayi là một loài chim trong họ Accipitridae.